# 공공
공공(公共)은 국가나 사회의 구성원에게 두루 관계되는 것을 의미한다. 오늘날 법적으로 공공(公共)의 표현은 국가 또는 공적 기관에 의해 권한이 위임된 활동과 대상에만 적용되어야 하지만, 많은 민간 활동에서 공동(共同) 또는 공중(公衆)의 뜻과 혼용하며 그 의미가 오용되기도 한다.
대표적인 오용 사례로 '공공화장실'과 '공공의 적'이 있다. 본래 '공공의 적'이란 국가 등 사회 내부의 적을 의미하는데, 이는 공동(共同)의 의미를 공공(公共)으로 오해한 것이다.

## 개념
르봉이 군중의 시대를 멸시하고 민주주의와 기계문명을 어둡고 차갑게 내다본 데 반하여 타르드(G. Tarde, 1843~1904)는 신비적 실체화(神秘的實體化)로서의 군중이나 군중심리의 존재를 부정하고, 합리적인 판단이나 이성적인 토론을 통해서 여론을 형성하고 민주주의를 짊어질 새로운 집단으로서의 공공(public)의 개념을 정립하였다. 르봉이 표명한 민주주의에 대한 불신은 타르드에 있어서는 공공적 기초 위에 확고한 전망을 하게 되어 간접적 접촉 위에서 성립되는 근대적 집단에 대한 신뢰로 바뀌었다. 결국 그가 본 공공이라는 것은 서로 알지도 못하고 보지도 못한 사람들끼리 물질적으로 접근하지도 않고, 얼굴을 맞대는 일도 없이 분산하여 존재하고 있음에도 불구하고, 커뮤니케이션을 통해 공통된 일에 관심을 기울이고 그에 관한 각자의 판단과 의견을 너그러운 태도로 냉정하게 교환하여 보다 올바른 결론에 도달하는 능력을 가진 사람들의 순수한 정신적 집합체이다. 뿐만 아니라 민주주의의 근본이 되는 여론(공공의 의견)을 짊어질 능력이 있으며, 이성(理性)에 눈을 뜬 합리적인 존재였다. 여기서 묘사한 공중의 시대는 밝은 세계였고 인간의 이성에 대한 낙천적인 신앙에 근거했던 것이라 할 수 있다.

## 같이 보기
- 공동체
- 국민
- 인민
- 공공 영역
- 쇠렌 키르케고르
- 월터 리프먼

## 참고 문헌
- 이 문서에는 다음커뮤니케이션(현 카카오)에서 GFDL 또는 CC-SA 라이선스로 배포한 글로벌 세계대백과사전의 "공중" 항목을 기초로 작성된 글이 포함되어 있습니다.